# Уметнички директор
Уметнички директор је кључна руководећа позиција у установама културе и уметничким организацијама, као што су позоришта, оперске куће, балетске компаније, оркестри, фестивали, а понекад и галерије или музеји. Особа на овој функцији одговорна је за осмишљавање, развој и спровођење уметничке визије, програма и репертоара организације.

## Дефиниција и улога
Уметнички директор је појединац који има свеукупну уметничку контролу и одговорност за уметнички профил и квалитет продукције једне организације. Његова улога је да дефинише уметнички идентитет и правац деловања, те да осигура да сви уметнички аспекти рада организације буду усклађени са том визијом. Иако се специфична задужења могу разликовати у зависности од врсте и величине организације, улога уметничког директора је увек централна за уметничко функционисање.

## Одговорности и задужења
Главне одговорности и задужења уметничког директора најчешће обухватају:
- Креирање уметничке визије и стратегије: Осмишљавање дугорочног уметничког правца и циљева организације.
- Планирање репертоара/програма: Одабир драмских текстова, оперских или балетских наслова, концертних програма, филмова или изложби који ће бити представљени публици.[2]
- Ангажовање уметничког особља: Одабир и ангажовање редитеља, диригената, кореографа, сценографа, костимографа, дизајнера светла, као и глумаца, певача, музичара и плесача (често у сарадњи са другим члановима уметничког тима).
- Кастинг: Учешће у процесу одабира извођача за одређене улоге или пројекте.
- Надзор над уметничким квалитетом: Праћење рада на представама и програмима и осигурање високог уметничког нивоа.
- Сарадња са другим секторима: Блиска сарадња са извршним директором или менаџером (управником) на питањима буџета, маркетинга, односа с јавношћу и прикупљања средстава, како би се ускладили уметнички и пословни аспекти рада организације.
- Представљање организације: Уметнички директор је често главно лице организације у јавности, медијима и у контакту са публиком и донаторима.
- Развој нових пројеката и талената: Подстицање стварања нових дела, ангажовање младих уметника и истраживање нових уметничких праваца.
- У многим случајевима, уметнички директор може и сам бити активан као уметник – редитељ, диригент, писац, глумац, итд.

## Области деловања
Функција уметничког директора постоји у различитим врстама уметничких организација:
- Позоришне куће: Како у великим националним театрима, тако и у мањим независним трупама.
- Оперске и балетске куће.
- Симфонијски и камерни оркестри, као и други музички ансамбли.
- Хорови.
- Уметнички фестивали (позоришни, музички, филмски).
- Понекад и у галеријама, музејима или културним центрима који имају изражен ауторски уметнички програм.

## Вештине и квалификације
Од уметничког директора се очекује широк спектар вештина и квалификација:
- Изражена уметничка визија и креативност.
- Дубоко познавање одређене уметничке области, њеног репертоара, историје и савремених токова.
- Лидерске и организационе способности.
- Одличне комуникацијске и међуљудске вештине.
- Способност тимског рада и сарадње.
- Разумевање финансијских и административних аспеката вођења уметничке организације.
- Често (али не увек) сопствено значајно уметничко искуство као практичар (нпр. редитељ, глумац, музичар, кустос).

Образовање може бити из области уметности (нпр. факултет драмских уметности, музичка академија), али и из области менаџмента у култури или театрологије/музикологије.

## Однос са другим руководећим позицијама
У већини уметничких организација, уметнички директор блиско сарађује са извршним директором (или управником, менаџером), који је одговоран за пословне, административне и финансијске аспекте рада. Док уметнички директор дефинише "шта" ће се радити (уметнички програм), извршни директор се брине о "како" ће се то остварити (ресурси, логистика). Ова сарадња је кључна за успешно функционисање организације. Уметнички директор такође одговара управном одбору или оснивачу организације.

## Значај
Улога уметничког директора је од пресудног значаја за уметнички идентитет, квалитет програма и репутацију једне уметничке организације. Снажна и јасна уметничка визија може инспирисати како уметнике унутар организације, тако и публику, и допринети укупном развоју уметничке сцене.

## Уметнички директори у Србији (кратак осврт)
У Србији, функција уметничког директора постоји у већини професионалних позоришта, опера, филхармонија и значајнијих фестивала. Кроз историју, многе истакнуте личности из света позоришта, музике и других уметности обављале су ову дужност, значајно доприносећи развоју културних институција (нпр. Мира Траиловић као уметнички директор Атељеа 212 и оснивач БИТЕФ-а, Јован Ћирилов као дугогодишњи уметнички директор БИТЕФ-а).